# La Juive du Château-Trompette (série télévisée)
Pour les articles homonymes, voir Château Trompette.
La Juive du Château-Trompette est une mini-série française en six épisodes de 52 minutes, réalisée par Yannick Andréi d'après l'adaptation par René Brant et Raymond Paquet de l'œuvre attribuée à Pierre Alexis de Ponson du Terrail. Cette série a été diffusée entre le 8 décembre 1974 et le 12 janvier 1975 sur la troisième chaîne de l'ORTF et sur FR3, puis rediffusée sur Antenne 2 en juillet 1976 et M6 en juin 1989.

## Synopsis
Bordeaux, 1782. Sarah, une belle jeune femme juive, vit dans la riche demeure de son vieil oncle. Le comte Raoul de Boussac, jeune gentilhomme très en vue et amant de la marquise de Beauséjour, est tombé éperdument amoureux de Sarah, qu'il a épousée en secret. La marquise, qui ne recule devant rien pour se venger de son amant infidèle, décide de le faire assassiner, ainsi que Sarah.

## Distribution
- Odile Versois : la marquise de Beauséjour
- Anne Doucet : Sarah
- Nicolas Silberg : Raoul de Blossac
- Michel Creton : Comte de Coarasse
- Angelo Bardi : Galaor de Casterac
- Jacques Gripel : l'Agenais
- Jacques Balutin : Clodion de Main-Hardige
- Guy Delorme : Torigny
- Serge Nadaud : Samuel
- Gabriel Cattand : l'intendant
- Marius Laurey : Simon
- Raoul Curet : Cadelon
- Philippe Mareuil : le marquis de Beauséjour
- Catherine Laborde : Margot
- Jean-Louis Eliele : deuxième conspirateur
- Bruno Oppe : Pivoine
- Jean-Marie Duclou : le soldat
- Christian Bujeau : Philippe de Blossac
- Laurence Vincendon : Mademoiselle de Sainte-Hermine
- Maria Meriko : Angélique
- Pierre Lafont : l'abbé Vigogne

## Fiche technique
- Musique : James Madelon
- Cascades : Claude Carliez
- Direction de la photographie : Jacques Guérin
- Direction artistique : Sabine Mignot
- Décors : Yves Olivier
- Costumes : Claude Catulle

## Tournage
Le tournage a duré sept mois à Bordeaux et au château de Vincennes.